# Rinodina innata
Rinodina innata är en lavart som beskrevs av Sheard. Rinodina innata ingår i släktet Rinodina och familjen Physciaceae.   Inga underarter finns listade i Catalogue of Life.